# The Flaming Lips
The Flaming Lips je americká alternativní rocková skupina, založená v roce 1983. Skupina zaznamenala již několik světových rekordů, mezi nimiž například je, že stihli odehrát osm koncertů za jeden den, přičemž překonala rappera Jay-Z. Podílela se například na albu Killer Queen: A Tribute to Queen věnovaném skupině Queen nebo poctu skupině Pink Floyd v podobě alba The Flaming Lips and Stardeath and White Dwarfs with Henry Rollins and Peaches Doing The Dark Side of the Moon, na kterém předělala skladby z alba The Dark Side of the Moon.
Roku 2015 kapela přispěla písní „Atlantis“ na album Gazing with Tranquility: A Tribute to Donovan.

## Diskografie
Studiová alba
- Hear It Is (1986)
- Oh My Gawd!!! (1987)
- Telepathic Surgery (1989)
- In a Priest Driven Ambulance (1990)
- Hit to Death in the Future Head (1992)
- Transmissions from the Satellite Heart (1993)
- Clouds Taste Metallic (1995)
- Zaireeka (1997)
- The Soft Bulletin (1999)
- Yoshimi Battles the Pink Robots (2002)
- At War with the Mystics (2006)
- Embryonic (2009)
- The Flaming Lips and Stardeath and White Dwarfs with Henry Rollins and Peaches Doing The Dark Side of the Moon (2009)
- The Flaming Lips and Heady Fwends (2012)
- The Terror (2013)
- Oczy Mlody (2017)
- King's Mouth (2019)